# 辛巴威
津巴布韦共和國（英語：Republic of Zimbabwe），通稱津巴布韋（Zimbabwe），是位於非洲南部的內陸國家，地处赞比西河与林波波河之间，南接南非，西部及西南部与博茨瓦纳接壤，西北与赞比亚接壤，东部及东北部与莫桑比克相邻，尽管津巴布韦与纳米比亚无领土接壤，但是在赞比西河河岸两国仅相隔200余米相望。津巴布韦于1980年4月18日独立建国，面积39万平方公里，最大城市和首都为哈拉雷。
津巴布韦人口的組成在立國後變化巨大，獨立時總人口690萬，其中約30萬（當時約佔5.5%）是白人統治階級，但改革政策之後，目前白人出現持續下降的現象，已經僅剩不到數萬人，且多在歐美境外居留並大量移民他國。由於黑人的出生率高，津巴布韦人口增至1443万（2018年），黑人已經占总人口的99%以上，主要有绍纳族（占79%）和恩德贝莱族（占17%）两大民族。
自11世纪开始，津巴布韦境内曾存在过洛兹维帝国、姆韦尼·马塔帕王国以及姆塔瓦卡兹等不同的原住民国家。不列颠南非公司在1890年入侵了津巴布韦地区，并在对当地人进行了屠杀后，划出了现在津巴布韦的边境线。1890年至1980年是津巴布韦历史上的殖民地统治时期（羅德西亞），並由白人统治，這个名字源自於替英國在這个地區建立殖民地的塞西尔·罗兹。羅德西亞因氣候宜人，當時的物產多以農產品為主，當時白人農場主因此地富饒，該國有「阿非利加麵包籃」美譽，並建立了歐洲式首都索尔兹伯里，現名哈拉雷，發展熱絡市場經濟，該地是罗兹在1890年時建立的貿易集散城市，為非洲中部大城之一。自1960年起，羅德西亞由伊安·史密斯領導，接受南非政權的援助，並抵抗共產游擊隊。在1980年4月之後白人少數統治被推翻，津巴布韦宣布从英国统治下独立，但此後卻遭遇嚴重通貨膨脹，農產品產量已經下跌不足以供養國民的溫飽，今日辛巴威的食品以從外國進口為主，並向南非提供外勞換取貨物，對於該國二十世紀末以來陷入的經濟困難，辛巴威停止發行辛巴威元，改用美元、歐元、人民币、南非蘭特、博茨瓦納普拉等外幣。
津巴布韦有16种官方语言，其中英语是使用最广泛的语言，其他主要语言还有绍纳语和北恩德贝莱语。

## 歷史

### 南部非洲的文明
津巴布韋是南部非洲重要的文明發源地，在中世紀時代，該地曾存在一個紹納人（屬於班圖族的一支）建立的文明，並且遺留下不少文化遺跡，其中最重要的莫過於大津巴布韋古城（也是津巴布韋的命名由來），以此城為首都的马蓬古布韦王国透過與來自印度洋岸的回教商隊貿易，在11世紀時漸漸強盛，利用當地生產的黃金、象牙與銅礦等重要物資，交換來自波斯灣地區的布料與玻璃等生產品，15世紀時，已經成為非洲南部最大的邦國。
紹納文明的強盛在19世紀時邁入尾聲，1837年時，紹納人被屬於祖魯族的恩德貝萊族征服，而來自英國與來自南邊的波爾人（荷裔南非人）開始逐漸蠶食這個地區。

### 英國殖民地时期（1888年－1965年）
1888年，大英帝國殖民者赛西尔·罗兹從恩德貝勒國王手上取得他們領土內的採礦權，隨後在1889年替英屬南非公司取得這裡的領土權，並且在1895年時正式建立殖民國家「羅德西亞」，这一名称是以罗兹的名字命名的。1896年到1897年，紹納人和恩德貝勒人开始武力反抗英国的殖民统治，爆发津巴布韦第一次解放战争，约有450名白人被打死。
羅德西亞在1911年時分開成為北羅德西亞（今日的尚比亞）與南羅德西亞，後者在1922年時成為一個英屬自治殖民地，就是今日的津巴布韦。1953年時，英国不顾非洲人民的反对，将南北羅德西亞以及尼亚萨兰（今马拉维）聯合成為一個聯邦，命名為羅德西亞與尼亞薩蘭聯邦（簡稱羅尼聯邦）。在三地人民的反对下，特别是尼亚萨兰的反对下，联邦於十年后的1963年解散。羅尼聯邦解散后不久，1965年11月，南羅德西亞总理伊安·史密斯单方面宣布該國脱离英国的管辖獨立，成立南羅德西亞，但這份聲明並不受境內大部分由北羅德西亞與尼亞薩蘭所控制的黑人族群所認可。負責託管這地區的英國聲稱此獨立宣言是種叛亂行為不予承認，但因為同屬白人，英國方也沒有實際使用武力來恢復控制權。辛巴威在英治時期有「非洲糧倉」的美譽。

### 国家独立戰爭（1965年－1980年）

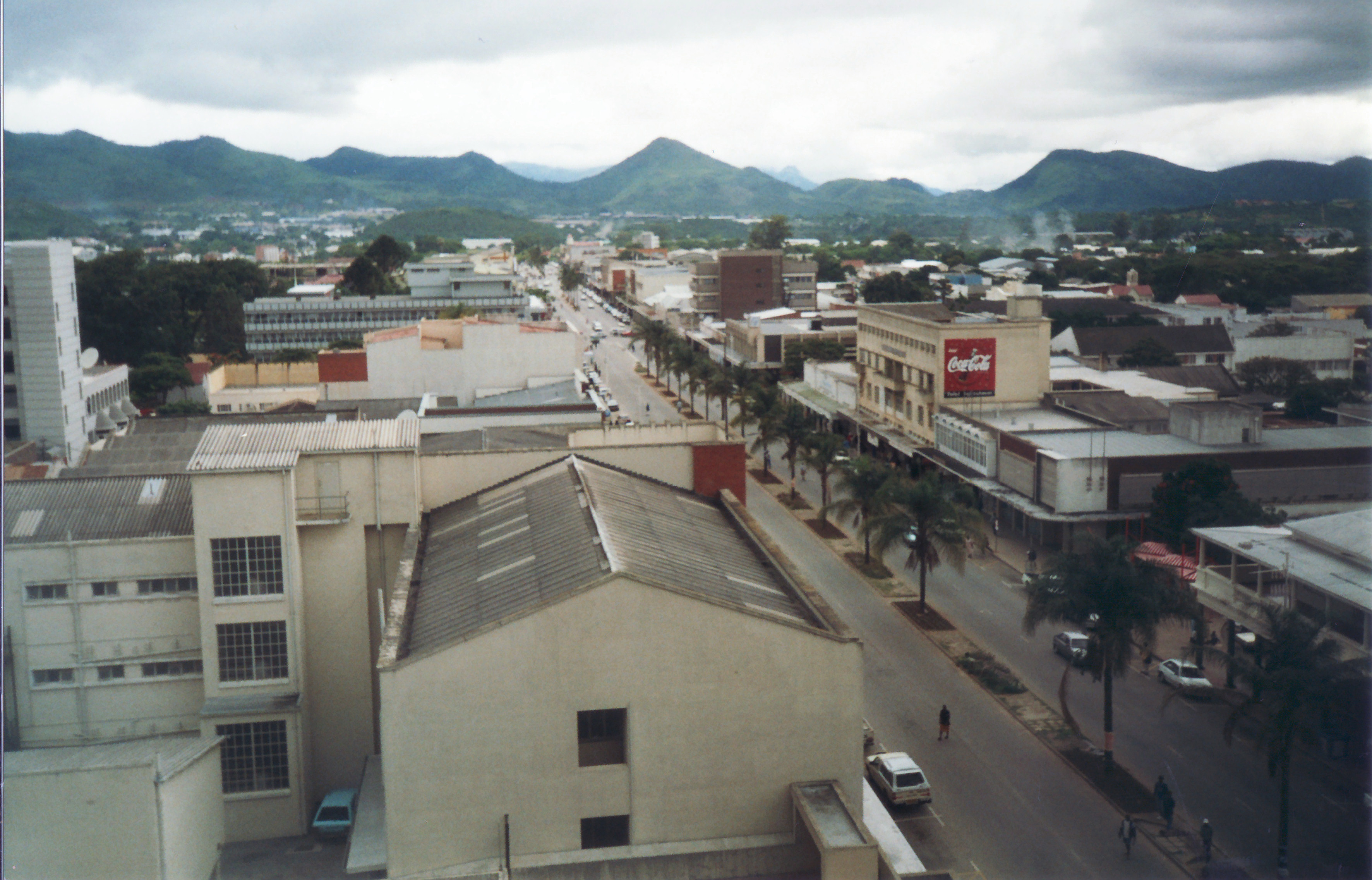
穆塔雷

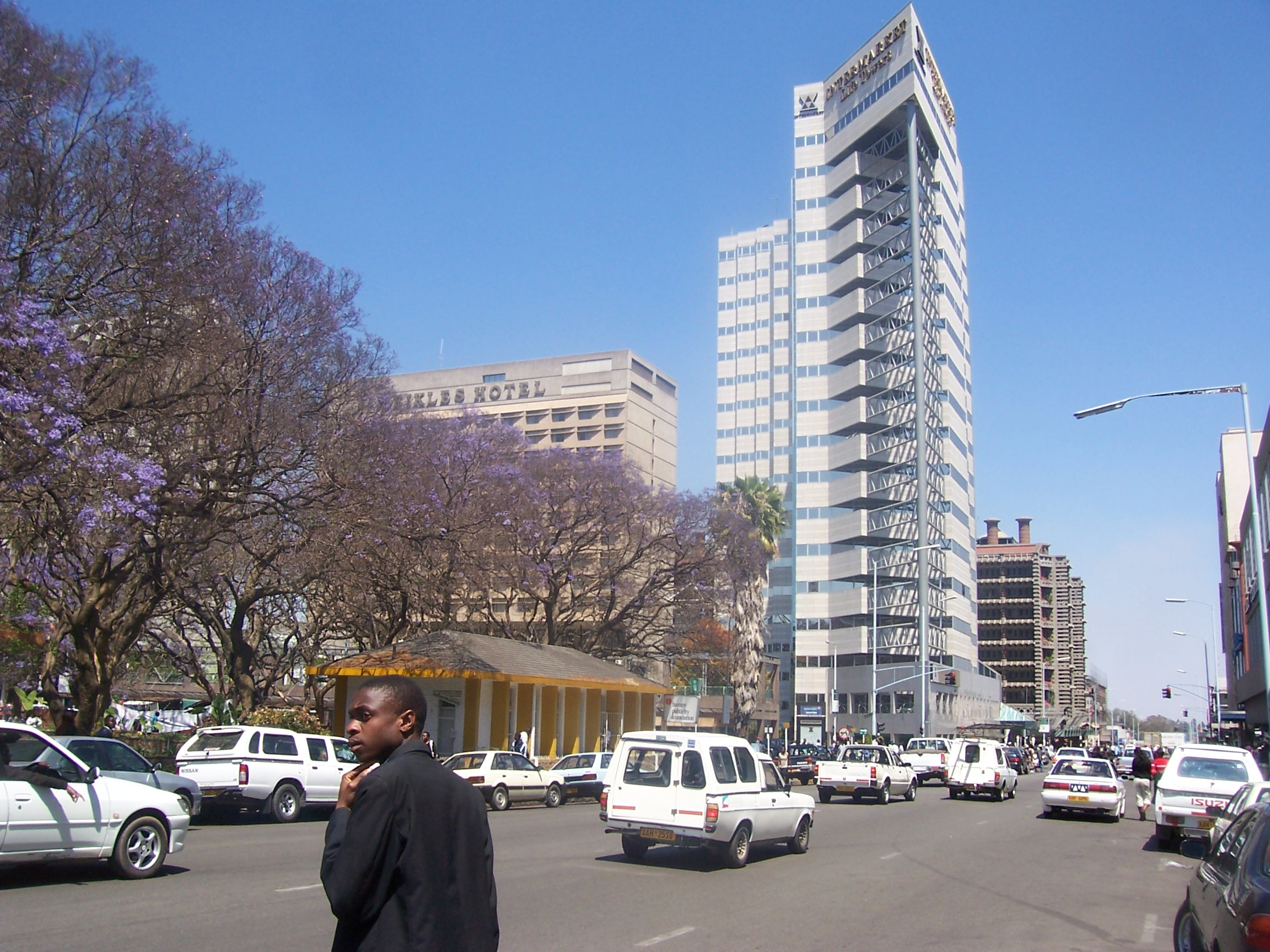
哈拉雷

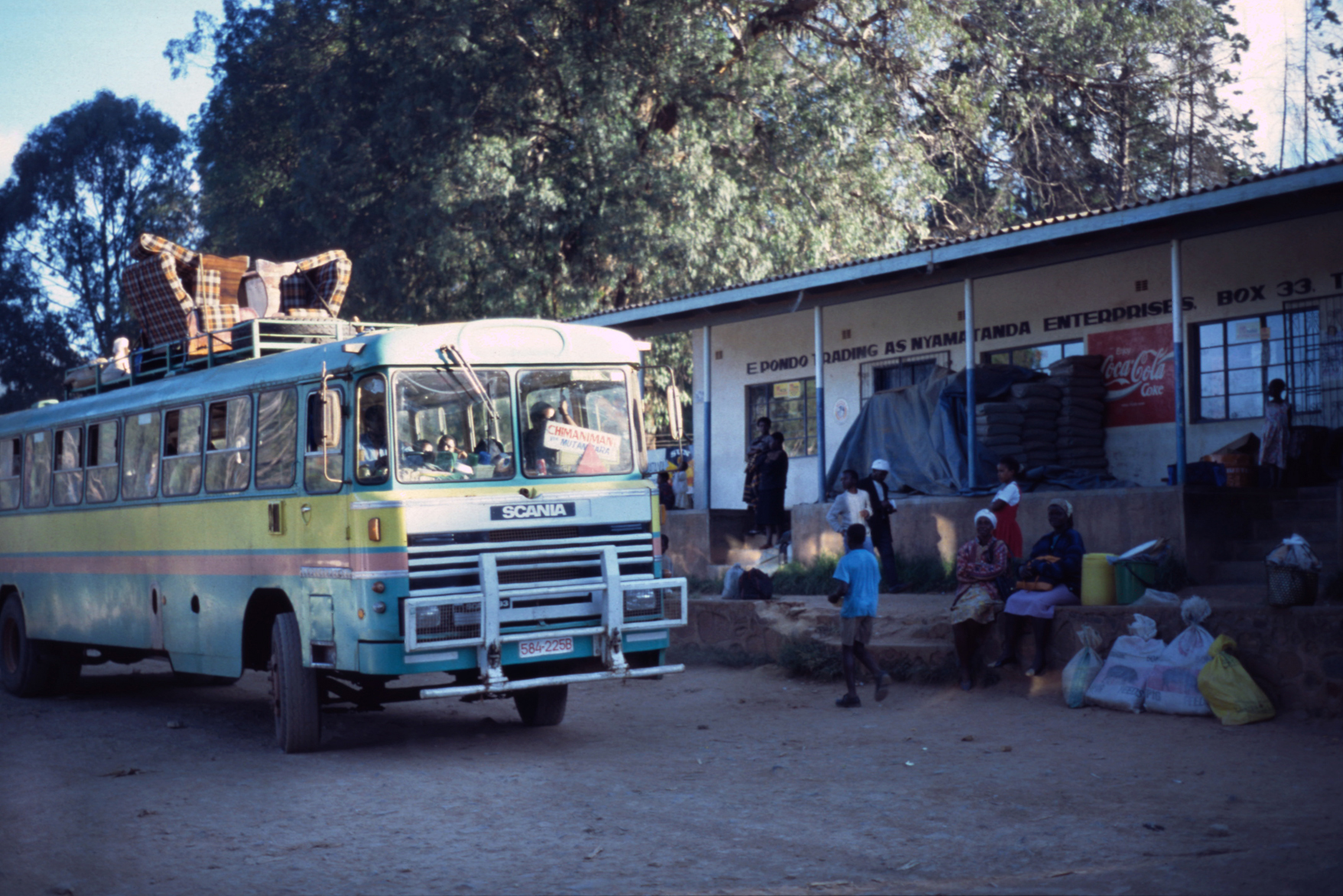
國營巴士

在1966年至1968年的國際斡旋工作失敗後，英國要求聯合國對羅德西亞進行經濟制裁，但一意孤行的伊恩·史密斯白人政權（獲同樣為南非的白人政府支持）仍然在1970年時宣布成立共和國政體，也沒有獲得任何國際上的承認。
在白人執政的這段期間，津巴布韋境內的黑人團體一直在進行激烈的游擊戰試圖推翻當權者。1978年，在國際制裁與黑人武裝運動的交相夾擊下，白人政府終於被迫與包括津巴布韋非洲民族聯盟（非民盟）及津巴布韋非洲人民聯盟（非人盟）在內的諸多黑人勢力簽訂了協約，共同推派衛理公會主教穆佐列瓦擔任津巴布韋羅德西亞臨時政府的首相。在英國的監督下，黑人游擊組織終於願意卸除武裝結束內戰，在1980年時舉行了該國有史以來的第一次民主選舉，雖然穆佐列瓦有原本羅德西亞白人政權與南非政府的支持，但卻在本國大部分的黑人族裔中缺乏信賴，他的過渡政府並沒有在大選中獲得持續執政的機會，而是由罗伯特·穆加贝與他領導的非民盟獲得政權。
在國家政權順利轉移到黑人政府的手上之後，於1980年4月18日津巴布韋共和國正式獨立建國。在此之後穆加贝連續贏得多次競選，直到2017年津巴布韦政变后下台。

### 現况（1980年－）
津巴布韋的國政自從獨立後便轉移到了黑人的手上，但是穆加比通過暴力將歐裔白人的土地没收。20世紀末期，經濟動蕩，許多基礎民生需求匱乏。
2000年開始，津巴布韋政府以白人所持有之土地係在殖民時代從黑人原居民手中非法取得為理由，進行土地改革，強制沒收大部分白人擁有的土地。此舉造成境內大量白人農民出走，糧食產量大減，经济陷入混乱。
2002年，穆加比第四度獲得連任。反對黨與勞工組織紛紛發動罷工與抗爭，要求當時已執政22年的穆加比提早下台退休，而政府則以軍警部隊鎮壓。國際貨幣基金組織（IMF）為首的資金援助債權國，控告穆加比政權藐視人權與在大選中舞弊，紛紛擱置援助計畫。而英聯邦則在2002年時宣佈對津巴布韋停權一年處分，津巴布韋則於不久之後主動退出該協會作為回應。
由於長期積欠外債，政府又不願意實施經濟上的穩定措施，使得IMF暫停了對津巴布韋的經濟援助，而該國政府則以大量印製新鈔來填補財政上的赤字作為回應，卻導致嚴重的通貨膨脹與幣值急貶。津巴布韋官方公佈2007年11月份的通脹率，高達26,000%，而真實數字可能更高。由於失業率高達80%，大量人民為了生計被逼逃到鄰國。
2008年大選，最大反對黨民主改革運動黨（MDC）的茨萬吉拉伊第一輪投票的得票率領先穆加比，但茨萬吉拉伊的得票率未達半數，因此於6月27日舉行次輪選舉，卻由於茨萬吉拉伊因選舉暴力而被迫退選，最終穆加比勝出。
另一方面國內的經濟情況未見起色。2008年2月，通貨膨脹率達165,000%；2008年6月，通貨膨脹率達200,000%，該國央行並於2008年7月21日發行面值1000億元的津巴布韦元鈔票。津巴布韦从2008年8月1日起货币改制，100亿舊津巴布韋元相当于1新津巴布韋元。2009年一月消息，津巴布韦将于近日发行一套世界上最大面额的新钞，这套面额在万亿以上的新钞包括10兆、20兆、50兆和100兆津元四种。
在2009年4月12日時，該國政府更宣佈因為已經難以維持貨幣價值，將停用本國貨幣一年。
2013年8月大選，執政33年的穆加比通過選舉舞弊的手段，擊敗反對派領袖茨萬吉拉伊，繼續連任總統，成為非洲最年長的國家元首。
2015年6月，政府宣佈棄用本國貨幣，使用美元。民眾可將存在銀行帳戶內或持有現鈔的辛巴威元，向津巴布韋儲備銀行換成美元，匯率是35,000,000,000,000,000（3.5京）津元兌1美元。銀行戶頭超過175千兆辛巴威元的部分，以35千兆辛巴威元換1美元，未超過175千兆辛巴威元的部分，則一律換得5美元。現在，所有交易均使用鄰國和大國的貨幣來進行，包括：南非蘭特、博茨瓦納普拉、印度盧比、歐元、日元、人民币、澳洲元、英鎊及美元。
2015年12月21日，根据和中国人民银行达成的协议，津巴布韦在2016年初开始，将人民币列为和美元同等在国内法定流通的货币，这被视为中国免除该国大约4000万美元到期债务的回报。
2016年12月17日，穆加比在執政黨津巴布韋非洲民族聯盟－愛國陣線（ZANU-PF）的黨大會上被提名為2018年總統選舉候選人，準備挑戰全世界第一位「百歲總統」。
2017年辛巴威政變，軍方發動政變，11月19日，執政黨津巴布韋非洲民族聯盟－愛國陣線通過罷黜穆加比的黨主席及第一書記職權。21日穆加比辭職下台。
2019年9月6日，罗伯特·穆加贝在新加坡的医院里因病去世，享壽95岁。

## 地理

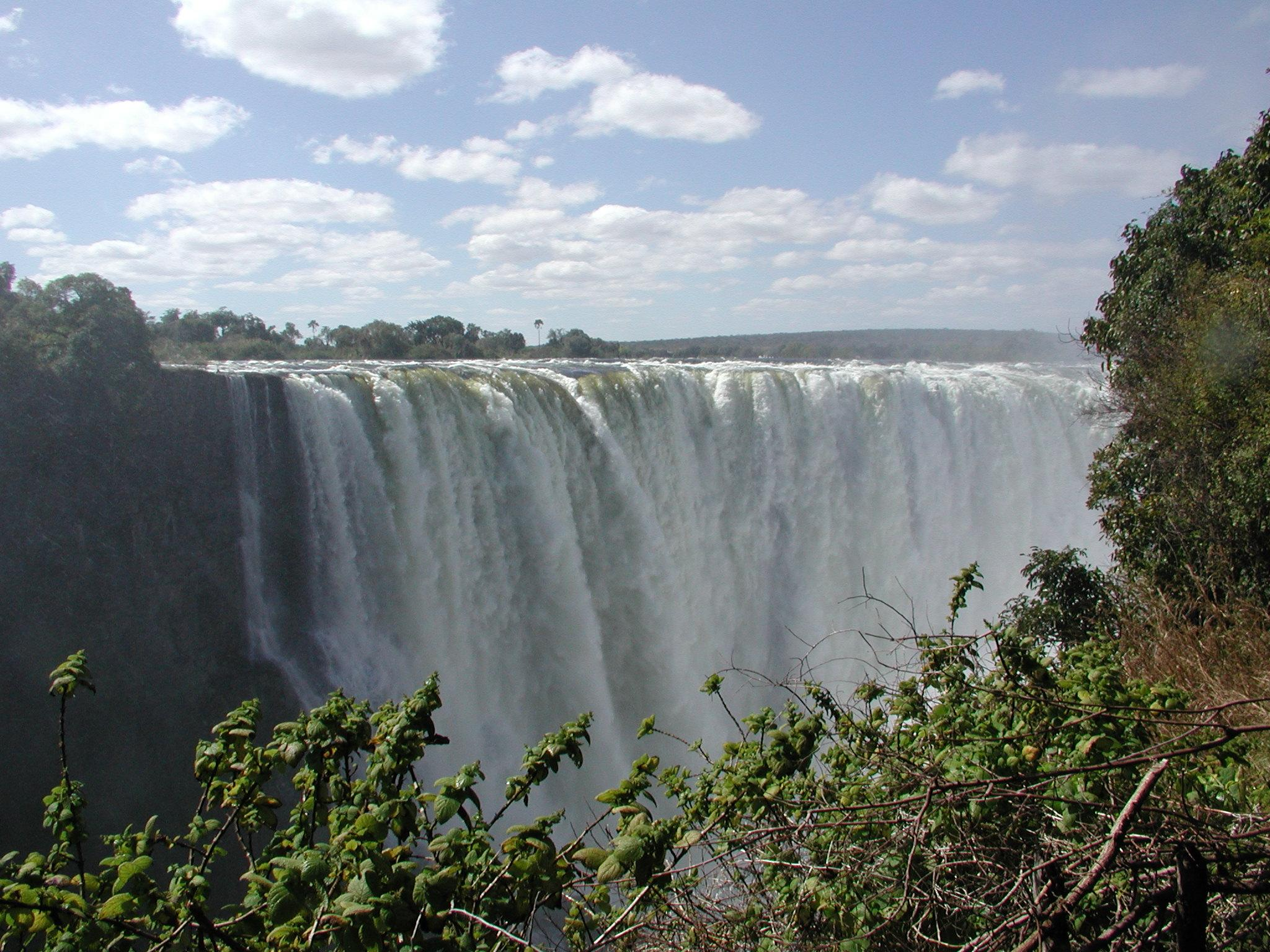
津巴布韦与赞比亚边境上的维多利亚瀑布已入选世界自然遗产

津巴布韦国土面积39萬餘平方公里，位於非洲東南部，是一個內陸國家。津巴布韦東鄰莫桑比克，南接南非，西和西北與波札那、尚比亞相連。
津巴布韦大部分地区是高原地形，平均海拔1000餘米。地形分高草原、中草原和低草原3種。津巴布韦東部伊尼揚加尼山海拔2,592米，為全國最高點。主要河流有讚比西河和林波波河，分別是與鄰國尚比亞和南非的界河。維多利亞瀑布、三比西河、三比西河上游的卡里巴水壩與大壩攔阻河水積蓄而成的卡巴湖共同圍成津巴布韋北邊的疆界，與尚比亞相鄰。津巴布韋的東邊國界全部與莫三比克相鄰，西南為波札那，南境則有一部分與南非相連，以林波波河為界。
津巴布韦气候属于熱帶草原氣候，年均氣溫攝氏22度，10月份溫度最高，達32度，7月份溫度最低，約13～17度。

## 人口

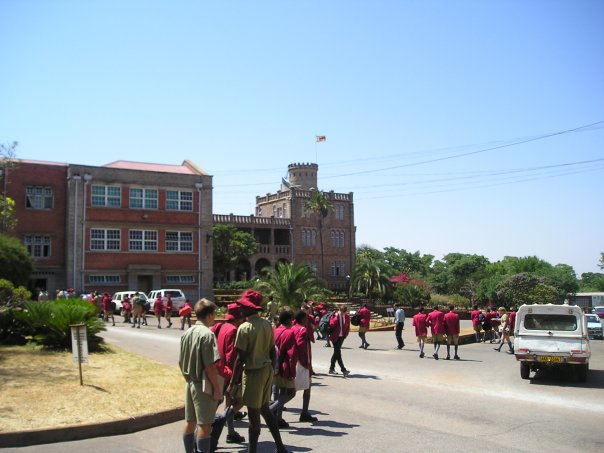
聖喬治大學

津巴布韋人口約為16,743,000（2018年10月估計值），其中非裔黑人佔了98%，混血與亞裔人種佔1%，白人則佔不到1%。在黑人族裔中最主要的一支為紹納人（佔總人口82%），居次為恩德貝萊人（Ndebele，佔總人口14%）。
英語是津巴布韋的官方語言，並與紹納語和恩德貝萊語並列為主要語言。
津巴布韦絕大部分的人口信奉基督教及民間信仰，至於其他的宗教信仰，則佔了該國不到1%的人口。

## 行政區劃

### 重要城镇
| 哈拉雷 布拉瓦約 | 1  | 哈拉雷   | 哈拉雷       | 1,485,231 | 穆塔雷 |
| 哈拉雷 布拉瓦約 | 2  | 布拉瓦約 | 布拉瓦約     | 653,337   | 穆塔雷 |
| 哈拉雷 布拉瓦約 | 3  | 奇通圭扎 | 哈拉雷       | 356,840   | 穆塔雷 |
| 哈拉雷 布拉瓦約 | 4  | 穆塔雷   | 馬尼卡蘭省   | 186,208   | 穆塔雷 |
| 哈拉雷 布拉瓦約 | 5  | 埃普沃思 | 哈拉雷       | 167,462   | 穆塔雷 |
| 哈拉雷 布拉瓦約 | 6  | 圭洛     | 中部省       | 154,825   | 穆塔雷 |
| 哈拉雷 布拉瓦約 | 7  | 奎奎     | 中部省       | 100,900   | 穆塔雷 |
| 哈拉雷 布拉瓦約 | 8  | 卡多馬   | 西馬紹納蘭省 | 91,633    | 穆塔雷 |
| 哈拉雷 布拉瓦約 | 9  | 馬斯溫戈 | 馬斯溫戈省   | 87,886    | 穆塔雷 |
| 哈拉雷 布拉瓦約 | 10 | 奇諾伊   | 西馬紹納蘭省 | 68,273    | 穆塔雷 |

## 经济
根據美國中央情報局發表的世界概況，津巴布韋國民生產總值位列榜尾。
津巴布韦在21世纪初开始经历恶性通货膨胀，按2008年7月的官方統計，通胀率达到231,000,000%。时任津巴布韦总统穆加贝指责西方发达国家对津巴布韦实施包括冻结援助贷款和冻结津巴布韦在西方的存款和资产的经济制裁，而这些制裁是导致目前经济危机的最主要原因。而穆加贝的反对者则认为穆加贝推行的土地改革（強買白人農場主的土地），政府对价格的控制不力，以及艾滋病流行等因素是造成当前经济危机的主要原因，并称目前津巴布韦正面临独立以来最严重的人道主义危机。
2015年6月，津巴布韋政府宣佈正式棄用津巴布韋元，民眾可向津巴布韋儲備銀行將所持有的辛巴威元以35,000,000,000,000,000（3.5京）元換一美元的匯率兌換為美元。
2019年2月，津巴布韦储备银行行長约翰·曼古迪娅推出即時總額清算元，该货币由津巴布韦债券硬币、津巴布韦债券纸币和即時總額清算余额组成。
2024年4月8日，津巴布韦再推出津巴布韦金，取代贬值势头迅猛的即時總額清算元。

## 交通
- 羅伯特·穆加貝國際機場
  - 辛巴威航空
  - 辛巴威飛捷航空
- 辛巴威國家鐵路：可連通鄰國波札那

## 教育

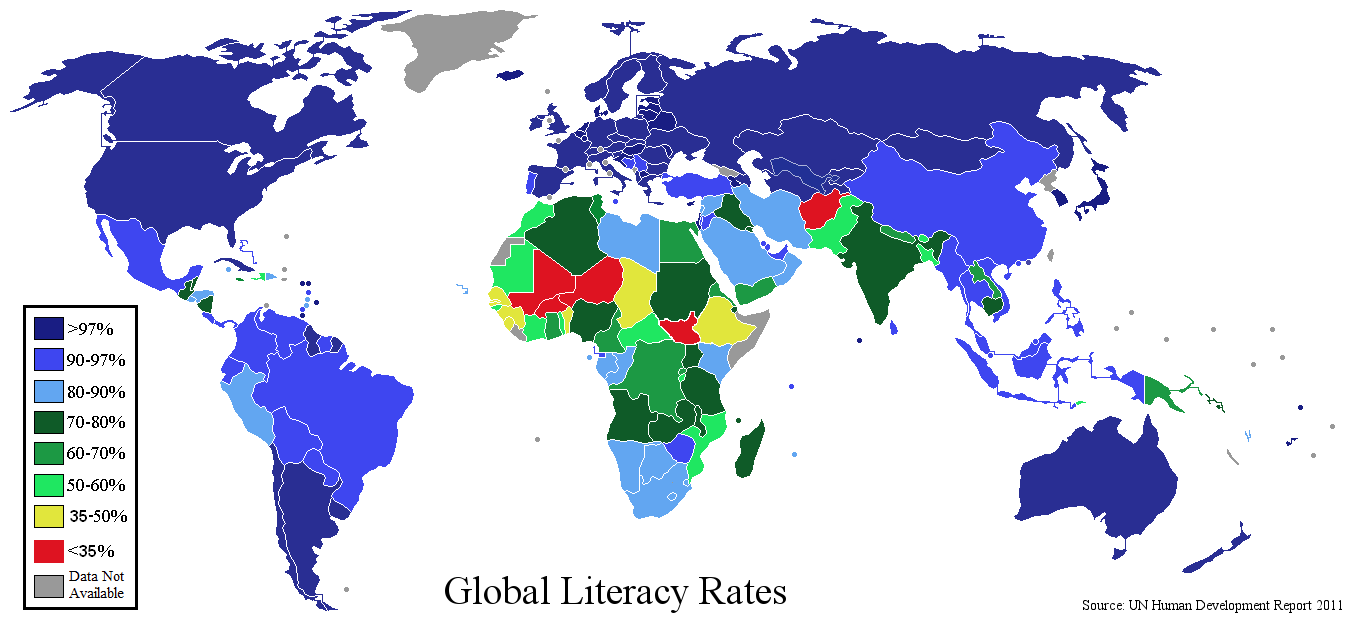
2014年津巴布韦的成人识字率是非洲最高的

自独立以来，政府对津巴布韋的教育事业投资巨大，因而有了非洲最高的成人识字率。在2013年达到90.70%，略低于2010年的92%。

## 文化

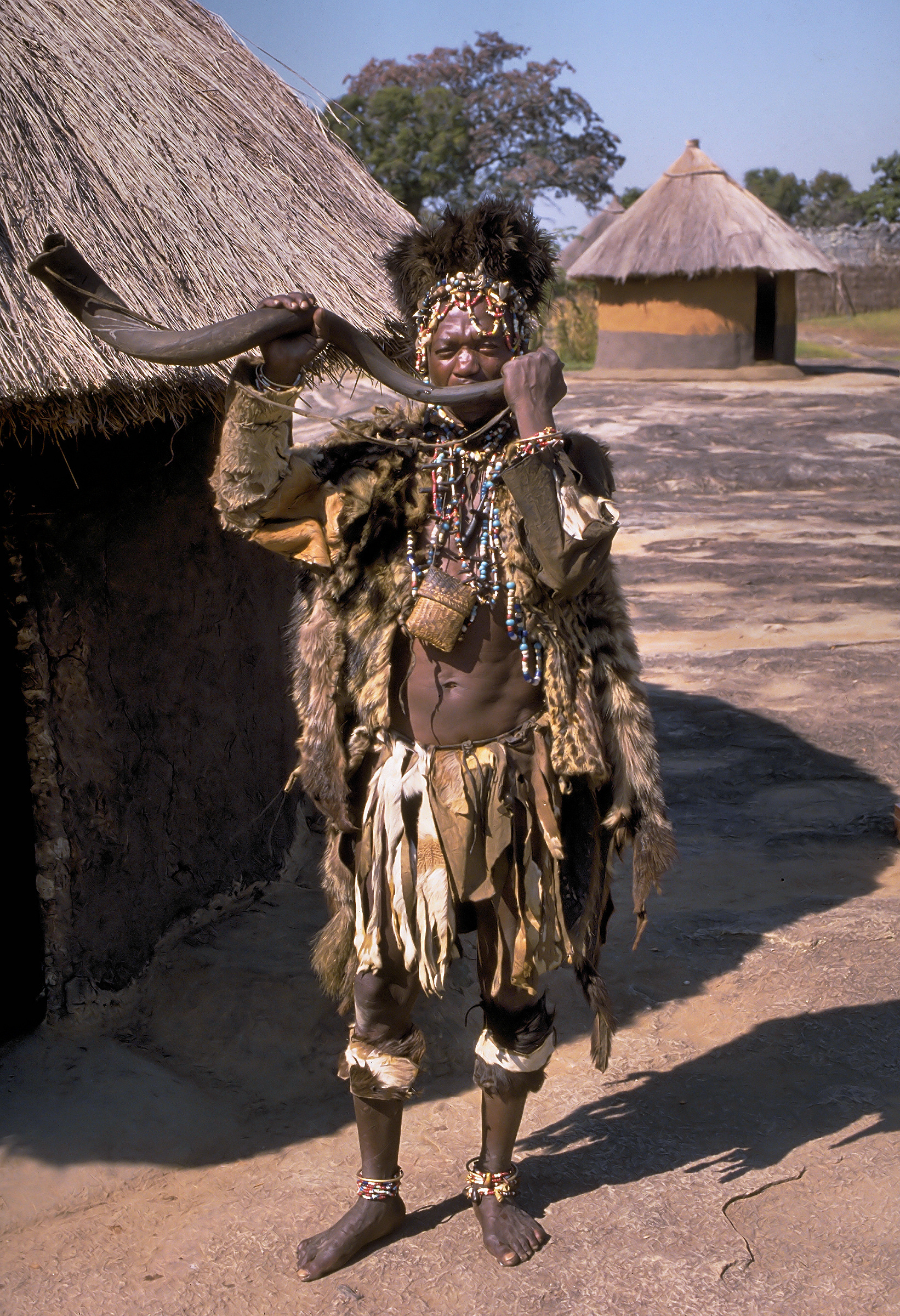
津巴布韦大津巴布韦古城附近绍纳人的巫医

津巴布韦主要节日以及法定假日包括：新年（1月1日）、青年节（2月21日）、复活节、独立日（4月18日）、劳动节（5月1日）、非洲日（5月25日）、国家英雄日（8月11日）、建軍節（8月12日）、国家团结日（12月22日）、圣诞节（12月25-26日）等。辛巴威的公共假期由《公共假期和商业禁令法》（第 10:21 章）及其各种修正案具體規定。
| 日期             | 名稱           |
| ---------------- | -------------- |
| 1月1日           | 元旦           |
| 2月21日          | 國家青年節     |
| 復活節 -2天      | 聖週五         |
| 復活節 -1天      | 聖週六         |
| 復活節 +1天      | 复活节星期一   |
| 4月18日          | 獨立日         |
| 5月1日           | 劳动节         |
| 5月25日          | 非洲日         |
| 八月第二個星期一 | 津巴布韦英雄节 |
| 八月第二个星期二 | 國防軍節       |
| 12月22日         | 國家團結日     |
| 12月25日         | 圣诞节         |
| 12月26日         | 节礼日         |

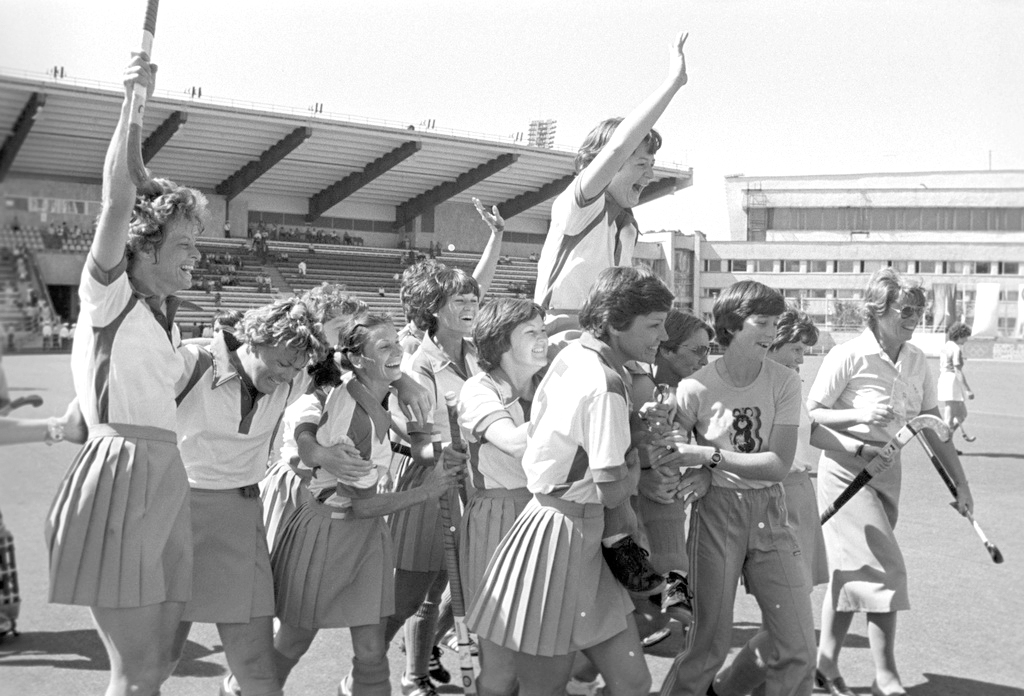
1980年，津巴布韦女子陆上曲棍球队于1980年夏季奥林匹克运动会获得金牌

足球是津巴布韋國內最流行的運動之一。雖然橄欖球和板球也很受歡迎，但傳統上主要流行於佔少數的白人當中。津巴布韋曾在奧運當中得到8面獎牌，分別是1980年的莫斯科奧運「陸上曲棍球」項目得到1面金牌；2004年的雅典奧運得到金銀銅各1面獎牌；2008年的北京奧運得到1金3銀。值得一提的是，雅典及北京奧運共7面獎牌皆是由白人女運動員柯丝蒂·考文垂一人於游泳項目所獲得。

## 外部連結
- 津巴布韋政府網站